# 增量编译器
增量编译器是一种应用于編譯器领域的增量计算。一般而言普通的编译器会进行所谓的干净构建，即（重新）构建所有程序模块，而增量编译器只重新编译程序修改過的那部分代碼。对于大多数增量编译器来说，只编译源代码被修改過的程序部分通常很快就能完成。